# سينابتوفيزين
سينابتوفيزين أو بروتين الحويصلة المشبكية الرئيسي p38 هو بروتين يوجد في الإنسان، يشفَّر عبر جين SYP.